# Meioneta nigripes
Meioneta nigripes là một loài nhện trong họ Linyphiidae. Chúng được Eugène Simon miêu tả năm 1884.

## Phân loài
Meioneta nigripes nivicola Eugène Simon, 1929.